# Powojnik prosty
Powojnik prosty (Clematis recta) – gatunek rośliny z rodziny jaskrowatych (Ranunculaceae). Występuje w zachodniej Azji (Azerbejdżan i Kaukaz Południowy) oraz we wschodniej, środkowej i południowej Europie. W Polsce jest rzadki, występuje nad dolną Wisłą.

## Morfologia

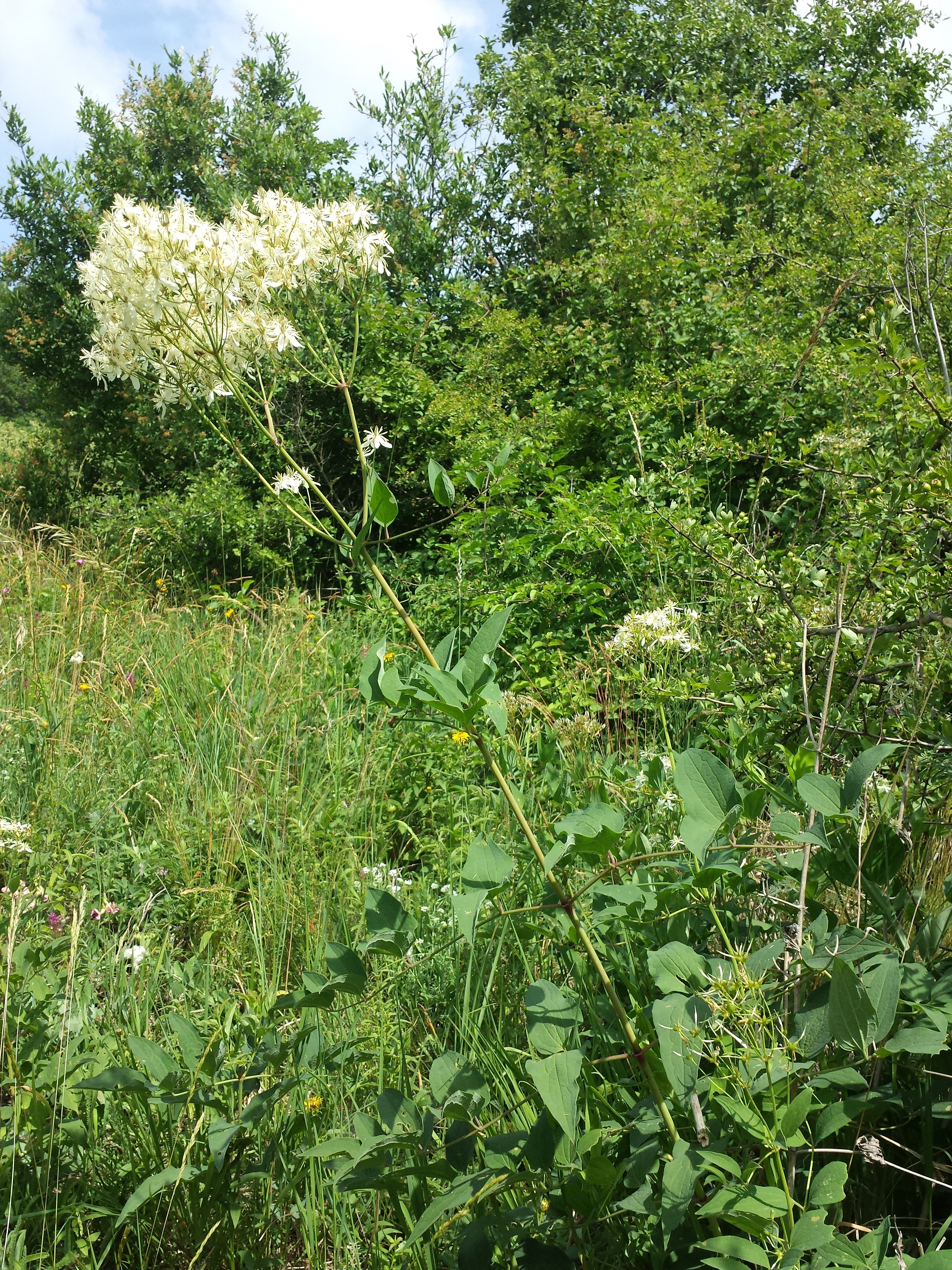
Pokrój

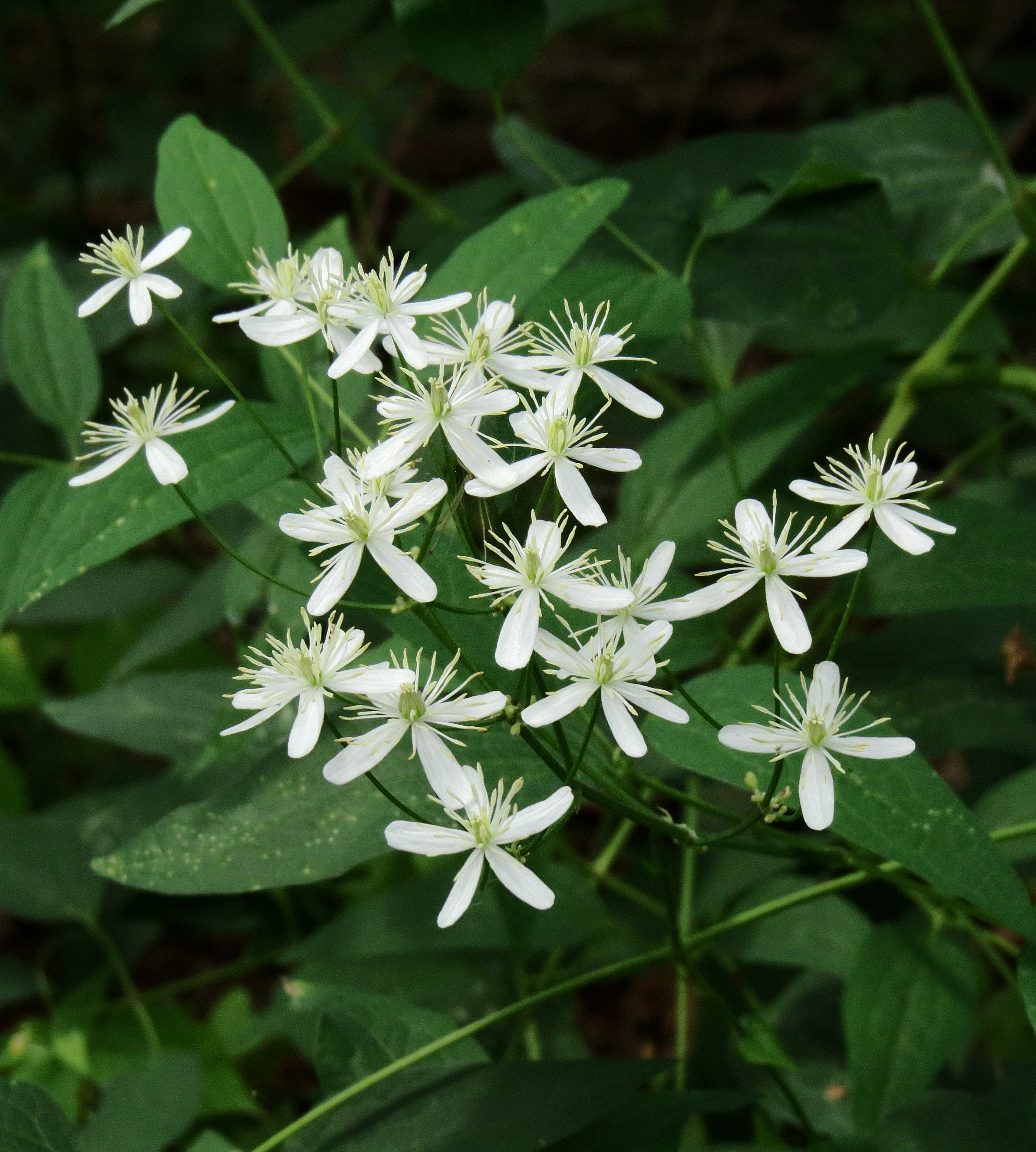
Kwiaty

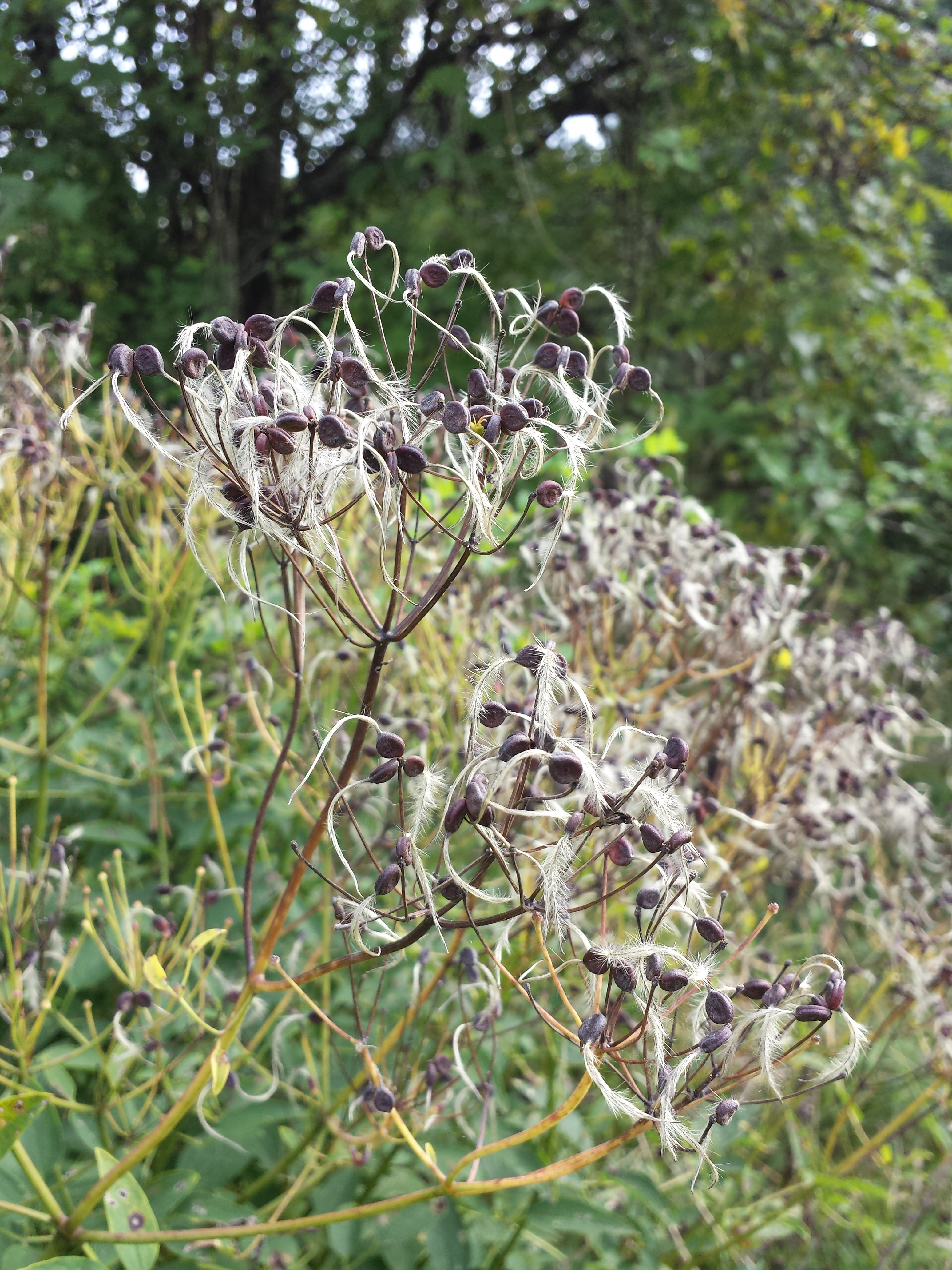
Owoce

ŁodygaWzniesiona lub ze słabą tendencją do pięcia się. Osiąga 1 m wysokości.
LiścieNaprzeciwległe, nieparzystopierzaste, całobrzegie, o ogonkach często poskręcanych.
KwiatyKoloru kremowobiałego, małe o średnicy ok. 1,5 cm, zebrane są w szczytowe wielokwiatowe nibybaldachy, pachnące. Kwitnie w okresie od lipca do sierpnia.
OwoceNiełupka z wydłużonym piórkowatym dzióbkiem.

## Biologia i ekologia
Bylina, hemikryptofit. Kwitnie w okresie od lipca do sierpnia. Rośnie na łąkach, skarpach, w zaroślach. W klasyfikacji zbiorowisk roślinnych gatunek charakterystyczny dla All. Geranion sanguinei. Cała roślina jest lekko trująca, przy doustnym spożyciu powoduje biegunkę, skurcze, paraliże i podrażnienia skóry. Po wysuszeniu traci trujące własności. Liczba chromosomów 2n = 16.

## Zastosowanie
- Roślina lecznicza: Dawniej stosowana w medycynie ludowej. Surowiec zielarski: ziele (Herba Clematitis), zawiera glikozyd ranunkulinę i saponiny[7]. W medycynie ludowej używano go przy różnych chorobach skóry, m.in. przy egzemie i liszajach, obecnie jest bardzo rzadko stosowany[7].

## Zagrożenia i ochrona
Gatunek umieszczony na polskiej czerwonej liście w kategorii NT (gatunek bliski zagrożenia).